# Лекё, Мишель-Жозеф
Мишель-Жозеф Лекё (фр. Michel-Joseph Lequeux; 24 октября 1753, Лилль — 15 апреля 1786, Лилль) — архитектор французского неоклассицизма эпохи Просвещения школы мегаломанов.

## Биография
Мишель-Жозеф был сыном скульптора из Лилля, в 1769 году закончил академическую школу архитектуры в этом городе, куда он поступил в возрасте тринадцати лет. В 1774 году уехал в Париж, чтобы завершить обучение. Вернувшись в 1777 году в Лилль, он получил свой первый крупный проект — строительство Отеля д’Авелен (бывшей штаб-квартиры ректората).

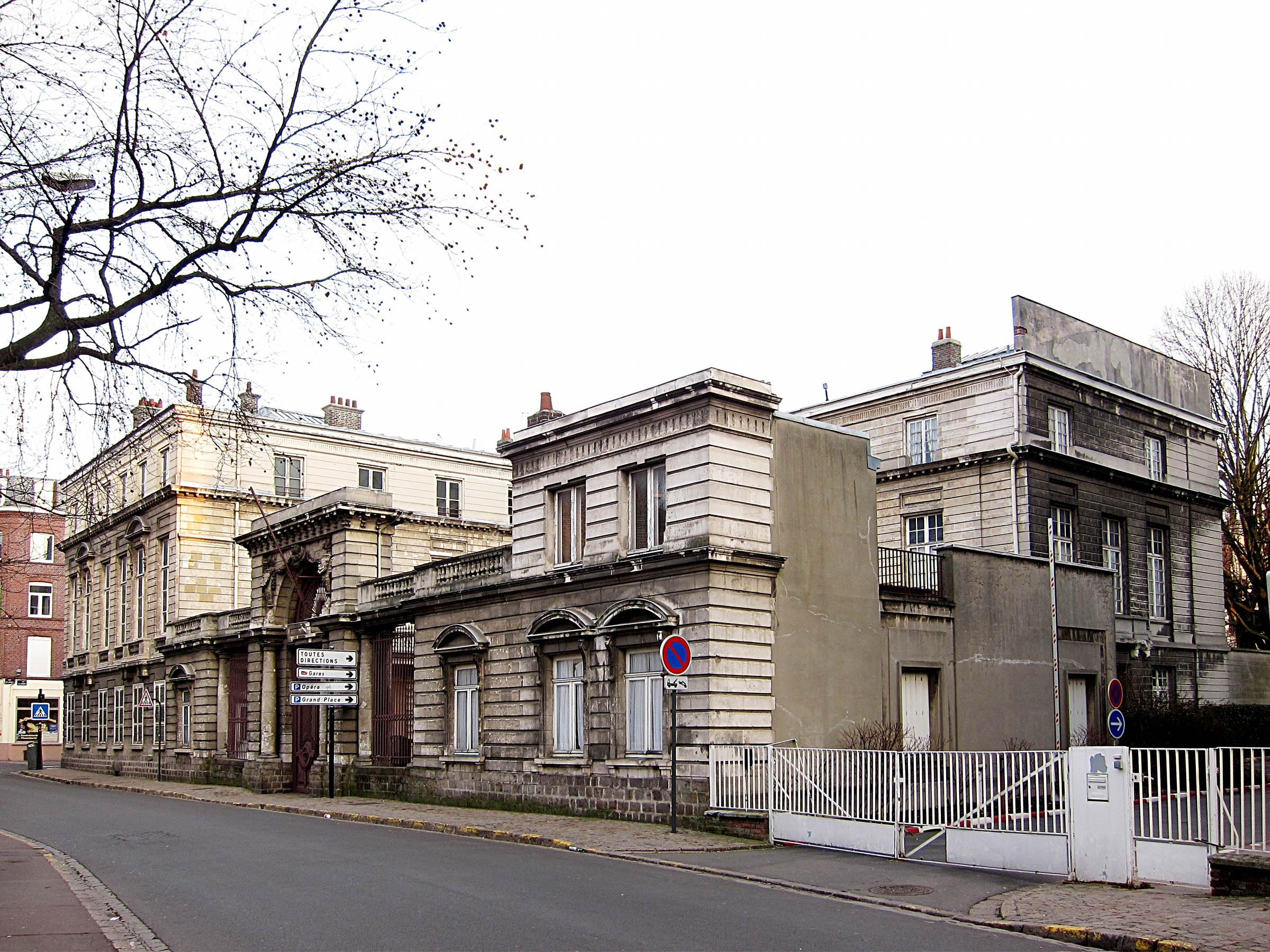
Отель д’Авелен, Лилль

В 1783 году в Лилле обосновался интендант Шарль д’Эсмангар (Charles d’Esmangart) и оказал молодому архитектору поддержку. Благодаря богатым заказчикам и поддержке Эсмангара ему удалось осуществить несколько крупных проектов: построить элегантные отели в неоклассическом стиле: d’Avelin (1777), Petipas de Walle (1778), Delagarde (1780), du Chambge d’Elbecq (1781), de l’Intendance (1786). Он также построил здание театра в Лилле (1785 году, уничтожен пожаром в 1903 году) и здание парламента Фландрии в Дуэ (1785, теперь Дворец правосудия).
15 апреля 1786 года во время ссоры на строительной площадке Hôtel de l’Intendance архитектор был заколот насмерть садовником.
Творчеству Мишеля-Жозефа Лекё долгое время не придавалось важного значения, поскольку многие его постройки впоследствии были утрачены. Ныне он считается, наряду с Э.-Л. Булле, Ж. Гондуэном и К.-Н. Леду «революционным художником» и важным представителем школы французских архитекторов-мегаломанов.
В середине XIX в. во Франции работал его однофамилец: Поль-Эжен Лекё (1806—1873).